# Белые розы для моей чёрной сестры
«Белые розы для моей чёрной сестры» (исп. Rosas blancas para mi hermana negra) — мексиканский фильм-драма 1970 года, снятый Абелем Саласаром. Фильм был спродюсирован Грегорио Валерстайном и компаниями Cima Films и Estudios América. Занимает 543-е место в рейтинге советского проката с 26,6 млн зрителей.

## Сюжет
Экранизация произведения Хулио Алехандро. В богатой белой семье живёт юная негритянка-прислуга Роберта, которая является практически членом семейства. Их родная дочь Алисия и Роберта чувствуют себя сёстрами. Но отношения в семья портятся, когда Алисия влюбляется в темнокожего парня. Вскрываются расистские наклонности её матери Лауры. Ей удаётся убедить дочь в прекращении романа. В то же время у Алисии диагностируют врождённое заболевание сердца, и её единственная надежда состоит в том, чтобы получить пересадку, и единственным доступным совместимым донором является погибшая в автокатастрофе Роберта.

## В ролях
- Либертад Ламарке — Лаура[3]
- Эусебия Косме — Ангуштиаш
- Роберта — Роберта
- Ирма Лосано — Алисия
- Стив Флэнаган — Рикардо
- Роберто Канедо — доктор Медина

## Награды
- Приз мексиканских киножурналистов «Серебряная богиня» Ирме Лосано за лучшую женскую роль второго плана[4]

## Критика
Светлана Розен («Спутник кинозрителя», апрель 1973 года): «Мексиканский фильм „Белые розы для моей чёрной сестры“ — явно не высшее достижение кинематографии, которую мы меряем по таким превосходным старым лентам как „Рио Эскандидо“, „Макловия“, „Мексиканская девушка“, работам выдающихся мастеров Эмилио Фернандеса и Габриэля Фигероа. Картина „Белые розы для моей чёрной сестры“, яркая по цвету, населённая красивыми женщинами и мужчинами, живущими в великолепных интерьерах (даже больничный морг сочинён художником в изысканной гамме белых, матово-золотых и синих тонов), — мелодрама. Но мелодрама с претензиями, на ультрасовременном материале. Молодые герои страдают потому, что их разделяет расовое неравенство». Американский историк Питер Х. Вуд наиболее отмечает работу Эусебии Косме и морально-нравственную позицию её героини.